# Teste de Schilling
O teste de Shiling é realizado como diagnóstico diferencial da anemia megaloblástica. São administrados 100 mg de vitamina B12 via intramuscular e um comprimido de 1 mg de vitamina B12 radioativa via oral. Após 24 horas é realizado um teste de urina. Em indivíduos normais a vitamina radioativa é inteiramente absorvida, devido à fixação dos sítios de receptores da vitamina B12, e rapidamente excretada pela urina. Seus resultados serão anormais, se o defeito for défice de factor intrínseco (FI) gástrico (anemia perniciosa). Quatro outros possibilidades podem explicar estágios I e II anormais: (1) doença ou resseccão ileal; (2) ausência congénita dos receptores ileais para o complexo o vitamina B12 - FI; (3) captação da vitamina B12 por supercrescimento bacteriano no intestino delgado ou por D. latum, a tênia do peixe; (4) insuficiência pancreática. Proteínas R salivares e gástricas inespecíficas competem com sucesso com o FI na ligação à vitamina B12 no pH gástrico ácido. As proteasas pancreáticas destroem as proteínas R no duodeno; a vitamina B12 liberada combina-se, então, com o FI, que resiste à digestão. Na insuficiência pancreática exócrina, na qual a actividade proteolítica no duodeno é baixa, o complexo vitamina B12-proteína R permanece intacto, porém não há receptores ileais para absorção deste complexo. Por conseguinte, os etágios I e II do teste podem ser anormais em pacientes com insuficiência pancreatica, o que irá se normalizar, quando o teste for repetido com a administração de doses adequadas de suplementos das enzimas pancreáticas. É importante notar que a pesquisa clínica dos níveis séricos de vitamina B12 pode-se mostrar falsamente elevada durante doenças, e outros marcadores, como o malonil dialdeído e a homocisteína do plasma, refletem melhor o grau de deficiência de vitamina B12.